# Do You Know Who You Are?
| Оценки критиков | Оценки критиков |
| Источник        | Оценка          |
| --------------- | --------------- |
| AllMusic        | [ 1 ]           |
| Ox-Fanzine      | смешанные       |
| PopMatters      | благоприятные   |
| Punknews.org    | [ 4 ]           |

Do You Know Who You Are? — дебютный и единственный полноформатный студийный альбом американской эмо-группы Texas Is the Reason, выпущенный 30 апреля 1996 года лейблом Revelation Records. После выпуска альбом получил положительные отзывы критиков. В списке «20 эмо-альбомов, которые решительно выдержали испытание временем» от NME он получил 12 место. Такую же позицию альбом занял в списке «40 величайших эмо-альбомов всех времён» по версии журнала Rolling Stone. В рецензии от AllMusic альбом охарактеризовали как «один из необходимых альбомов для поклонников эмокора».
Название альбома содержит последнюю фразу, которую услышал Джон Леннон перед смертью.

## Список композиций
Слова и музыка всех песен — написаны Texas Is the Reason.
| №                   | Название                                                                       | Длительность |
| ------------------- | ------------------------------------------------------------------------------ | ------------ |
| 1.                  | «Johnny on the Spot»                                                           | 4:15         |
| 2.                  | «The Magic Bullet Theory»                                                      | 2:48         |
| 3.                  | «Nickel Wound»                                                                 | 4:36         |
| 4.                  | «There's No Way I Can Talk Myself Out of This One Tonight (The Drinking Song)» | 3:57         |
| 5.                  | «Something to Forget»                                                          | 5:50         |
| 6.                  | «Do You Know Who You Are?»                                                     | 2:43         |
| 7.                  | «Back and to the Left»                                                         | 3:55         |
| 8.                  | «The Day's Refrain»                                                            | 4:59         |
| 9.                  | «A Jack with One Eye»                                                          | 4:39         |
| Общая длительность: | Общая длительность:                                                            | 35:02        |

## Участники записи
- Гарретт Клан (англ. Garrett Klahn) — вокал, гитара
- Норман Брэннон (англ. Norman Brannon) — гитара
- Скотт Уайнгард (англ. Scott Winegard) — бас-гитара
- Крис Дели (англ. Chris Daly) — ударные